# Volgadraco
Volgadraco (nombre que significa "dragón del río Volga") es un género de pterosaurio pterodactiloide azdárquido del Cretácico Superior de la Rusia europea. Es conocido a partir del ejemplar holotipo SGU, no. 46/104a, un pico inferior y fragmentos postcraneales de principios de la era del Campaniense en la formación Rybushka de Saratov, Rusia. El tamaño de este animal, y el desarrollo del suministro de sangre en la mandíbula inferior, son intermedios entre los antiguos azdárquidos del Santoniense y el Turoniense como Azhdarcho y Bakonydraco y los posteriores azdárquidos del Maastrichtiense como Quetzalcoatlus.  Volgadraco fue descrito en 2008 por Averianov, Arkhangelsky y Pervushov. La especie tipo es V. bogolubovi, el nombre científico de la especie honra al paleontólogo ruso Nikolai Nikolaevich Bogolubov. Los autores consideraron que el género anteriormente nombrado Bogolubovia era un nomen dubium y que de hecho podría ser idéntico a Volgadraco.